# Кислова, Марина Владимировна
Мари́на Влади́мировна Кисло́ва (род. 7 февраля 1978, Ленинград) — российская легкоатлетка, специалистка по спринтерскому бегу. Выступала за сборную России по лёгкой атлетике в 2000-х годах, обладательница бронзовой медали чемпионата мира и серебряной медали чемпионата Европы, многократная победительница и призёрка первенств национального значения, участница летних Олимпийских игр в Сиднее. Представляла Санкт-Петербург. Мастер спорта России международного класса.

## Биография
Марина Кислова родилась 7 февраля 1978 года в Ленинграде.
Занималась бегом под руководством тренеров Т. Балакиревой и И. Гусевой. Состояла во всероссийском физкультурно-спортивном обществе «Динамо». Окончила Санкт-Петербургскую государственную академию физической культуры имени П. Ф. Лесгафта (2000).
Впервые заявила о себе в лёгкой атлетике на международном уровне в сезоне 1999 года, когда вошла в состав российской национальной сборной и побывала на молодёжном европейском первенстве в Гётеборге, где стартовала на дистанциях 100 и 200 метров.
В 2000 году на зимнем чемпионате России в Волгограде стала серебряной призёркой в беге на 60 метров, затем в той же дисциплине дошла до стадии полуфиналов на чемпионате Европы в помещении в Генте. В эстафете 4 × 100 метров стала второй на Кубке Европы в Гейтсхеде и благодаря череде удачных выступлений удостоилась права защищать честь страны на Олимпийских играх в Сиднее — здесь со своими соотечественницами Мариной Транденковой, Ириной Хабаровой и Натальей Помощниковой-Вороновой стала в главном финале пятой (стартовала исключительно в предварительном квалификационном забеге).
После сиднейской Олимпиады Кислова осталась в составе российской национальной сборной и продолжила принимать участие в крупнейших международных стартах. Так, в 2001 году на зимнем чемпионате России в Москве она одержала победу в беге на 60 метров, тогда как на последовавшем чемпионате мира в помещении в Лиссабоне дошла до полуфинала. На Кубке Европы в Бремене победила в индивидуальном беге на 100 метров и показала второй результат в эстафете 4 × 100 метров. В тех же дисциплинах стартовала на чемпионате мира в Эдмонтоне и на Играх доброй воли в Брисбене.
В 2002 году на зимнем чемпионате России в Волгограде завоевала серебряную медаль в беге на 60 метров, после чего повторила это достижение на чемпионате Европы в помещении в Вене — уступила здесь только титулованной бельгийке Ким Геварт. Кроме того, была лучшей в беге на 100 метров на летнем чемпионате России в Чебоксарах, стала третьей в эстафете 4 × 100 метров на Кубке Европы в Анси, принимала участие в чемпионате Европы в Мюнхене.
На зимнем чемпионате России 2003 года в Москве вновь стала серебряной призёркой в беге на 60 метров, позже показала второй результат на Кубке Европы в помещении в Лейпциге, финишировала шестой на чемпионате мира в помещении в Бирмингеме. На летнем чемпионате России 2003 года в Туле выиграла серебряную медаль в беге на 100 метров, впоследствии получила серебряную и бронзовую награды на Кубке Европы во Флоренции, завоевала бронзовую медаль в эстафете 4 × 100 метров на чемпионате мира в Париже.
В 2007 году в беге на 60 метров взяла серебро на зимнем чемпионате России в Волгограде и выступила на чемпионате Европы в помещении в Бирмингеме.
На зимнем чемпионате России 2008 года в Москве в составе команды Санкт-Петербурга победила в эстафете 4 × 200 метров. На летнем чемпионате России в Казани получила бронзу в эстафете 4 × 100 метров.
В 2009 году стала серебряной призёркой в эстафете 4 × 100 метров на чемпионате России в Чебоксарах.
На зимнем чемпионате России 2010 года в Москве добавила в послужной список ещё одну серебряную награду, выигранную в эстафете 4 × 200 метров.
За выдающиеся спортивные достижения удостоена почётного звания «Мастер спорта России международного класса».
После завершения карьеры профессиональной спортсменки работала тренером в спортивной школе Little Sports Star в Санкт-Петербурге.